# 劉慶 (田徑運動員)
劉慶（？—），中华民国田徑運動員。他曾於1952年至1957年間的台灣省運動會拿下四座鉛球及兩座鐵餅冠軍，並代表國家參加1954年亞洲運動會，以41公尺18的成績獲得男子鐵餅銅牌。他也曾任教於埔里中學（現南投縣立埔里國中），擔任體育教師。